# Edo rinnegato
Edo rinnegato è la prima raccolta di Edoardo Bennato, pubblicata nel 1990. Si tratta di una raccolta di canzoni già pubblicate nel corso della sua carriera (soprattutto degli anni '70), ma riarrangiate in chiave acustica.

## Tracce
1. Venderò
2. La bandiera
3. Quando sarai grande
4. Arrivano i buoni
5. Abbi dubbi / ma che bella città (medley)
6. Detto tra noi
7. La chitarra
8. Ogni favola è un gioco
9. Sogni
10. Campi Flegrei
11. Franz è il mio nome
12. La luna
13. Rinnegato